# Longueil-Annel
Longueil-Annel ist eine französische Gemeinde mit 2595 Einwohnern (Stand: 1. Januar 2022) im Département Oise in der Region Hauts-de-France. Sie gehört zum Arrondissement Compiègne und zum Kanton Thourotte.

## Geographie
Die Gemeinde Longueil-Annel liegt am Fluss Oise und am parallel verlaufenden Oise-Seitenkanal, fünf Kilometer nordöstlich von Compiègne. Umgeben wird Longueil-Annel von den Nachbargemeinden Mélicocq im Norden, Thourotte im Nordosten, Le Plessis-Brion im Osten, Janville im Südosten und Süden, Clairoix im Süden, Coudun im Süden und Südwesten sowie Giraumont im Westen. Im Südwesten der Gemeinde erhebt sich der schmale bewaldete Höhenzug Mont Gonelon. Hier wird mit 145 m über dem Meer der höchste Punkt in der Gemeinde erreicht – 100 Höhenmeter über dem Talboden der Oise.

## Bevölkerungsentwicklung
| Jahr                       | 1962 | 1968 | 1975 | 1982 | 1990 | 1999 | 2006 | 2012 | 2021 |
| -------------------------- | ---- | ---- | ---- | ---- | ---- | ---- | ---- | ---- | ---- |
| Einwohner                  | 1973 | 2101 | 2666 | 2649 | 2442 | 2347 | 2276 | 2472 | 2595 |
| Quellen: Cassini und INSEE |      |      |      |      |      |      |      |      |      |

## Sehenswürdigkeiten

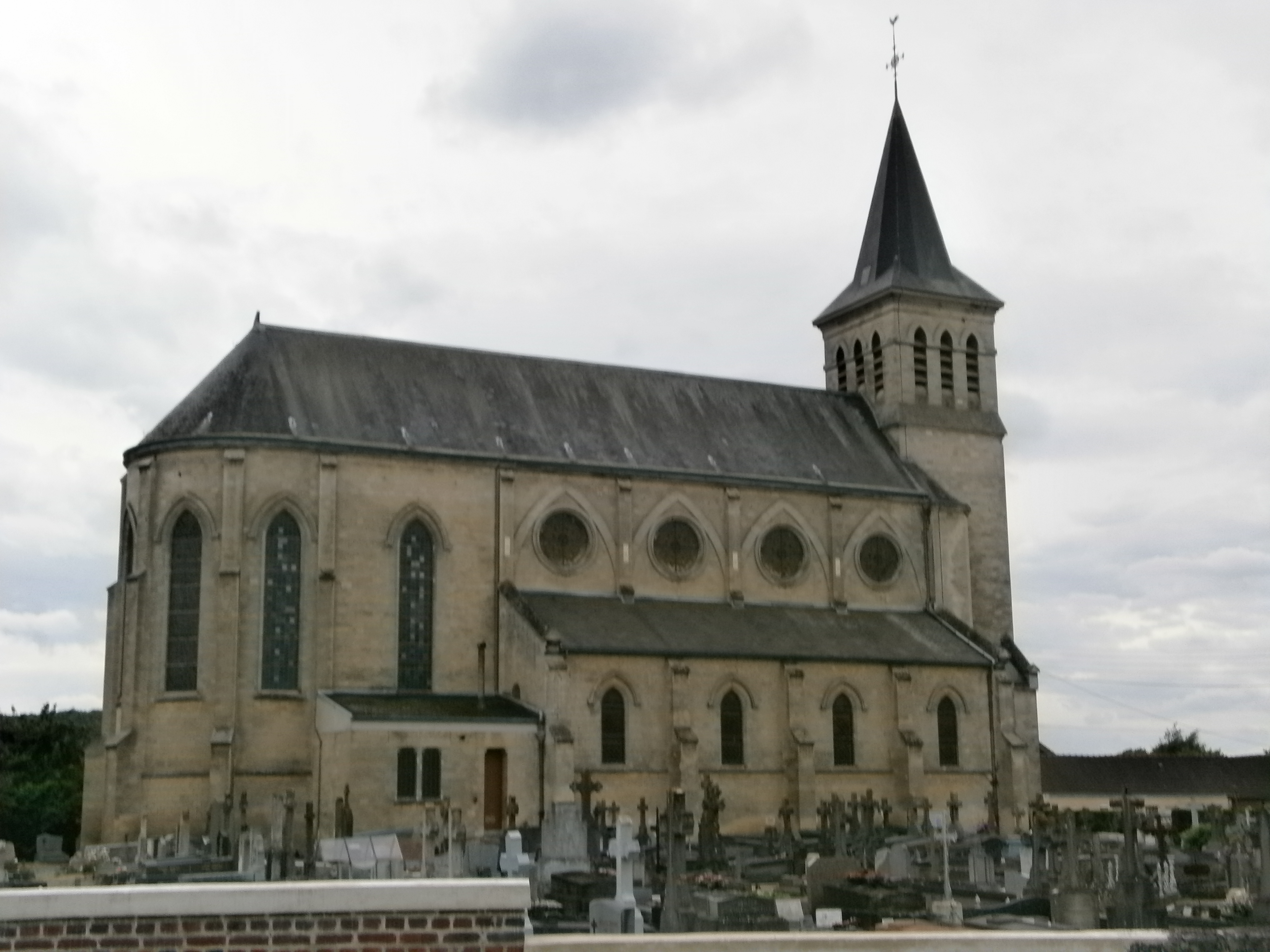
Kirche Saint-Martin
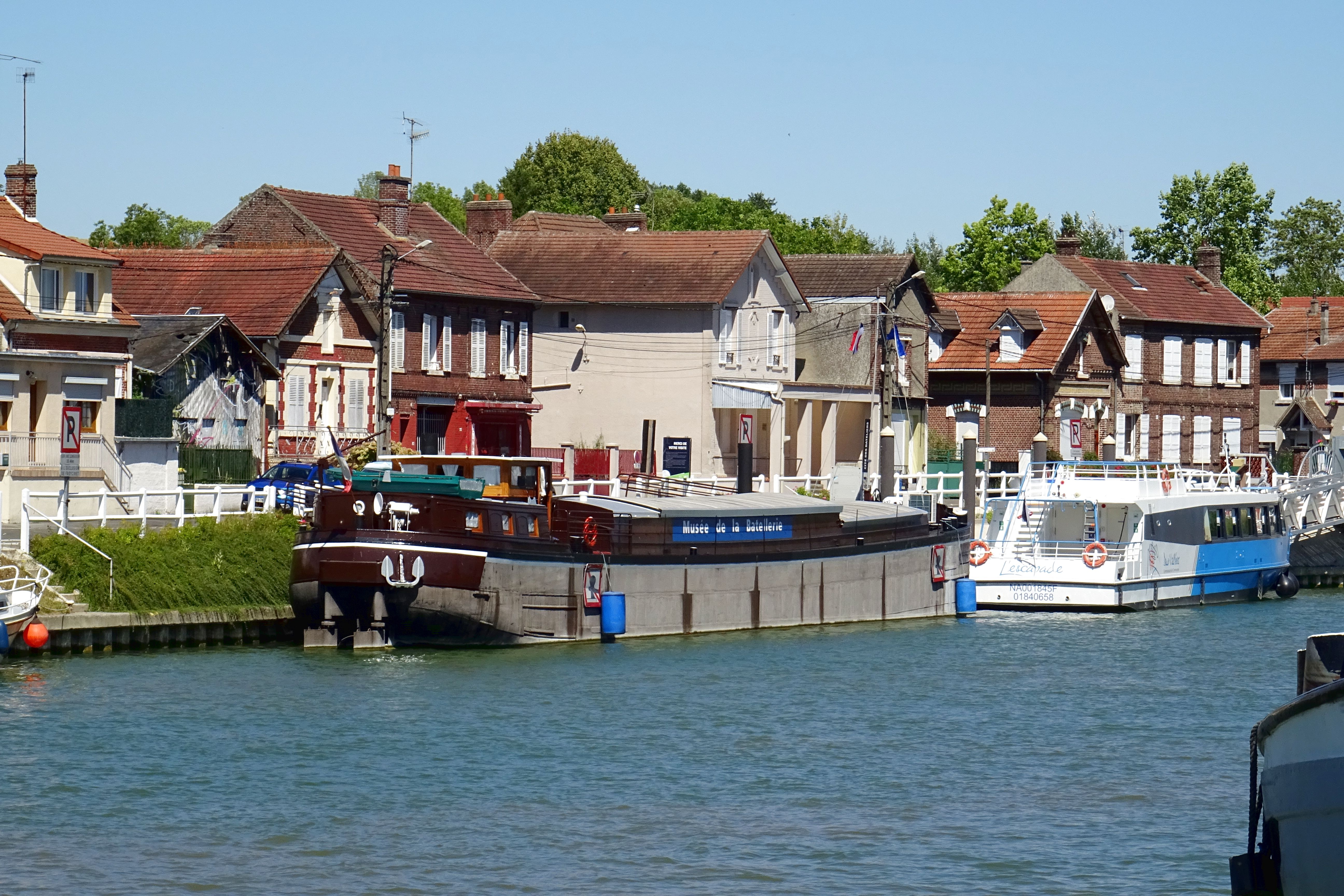
Museum der Kanalschifffahrt
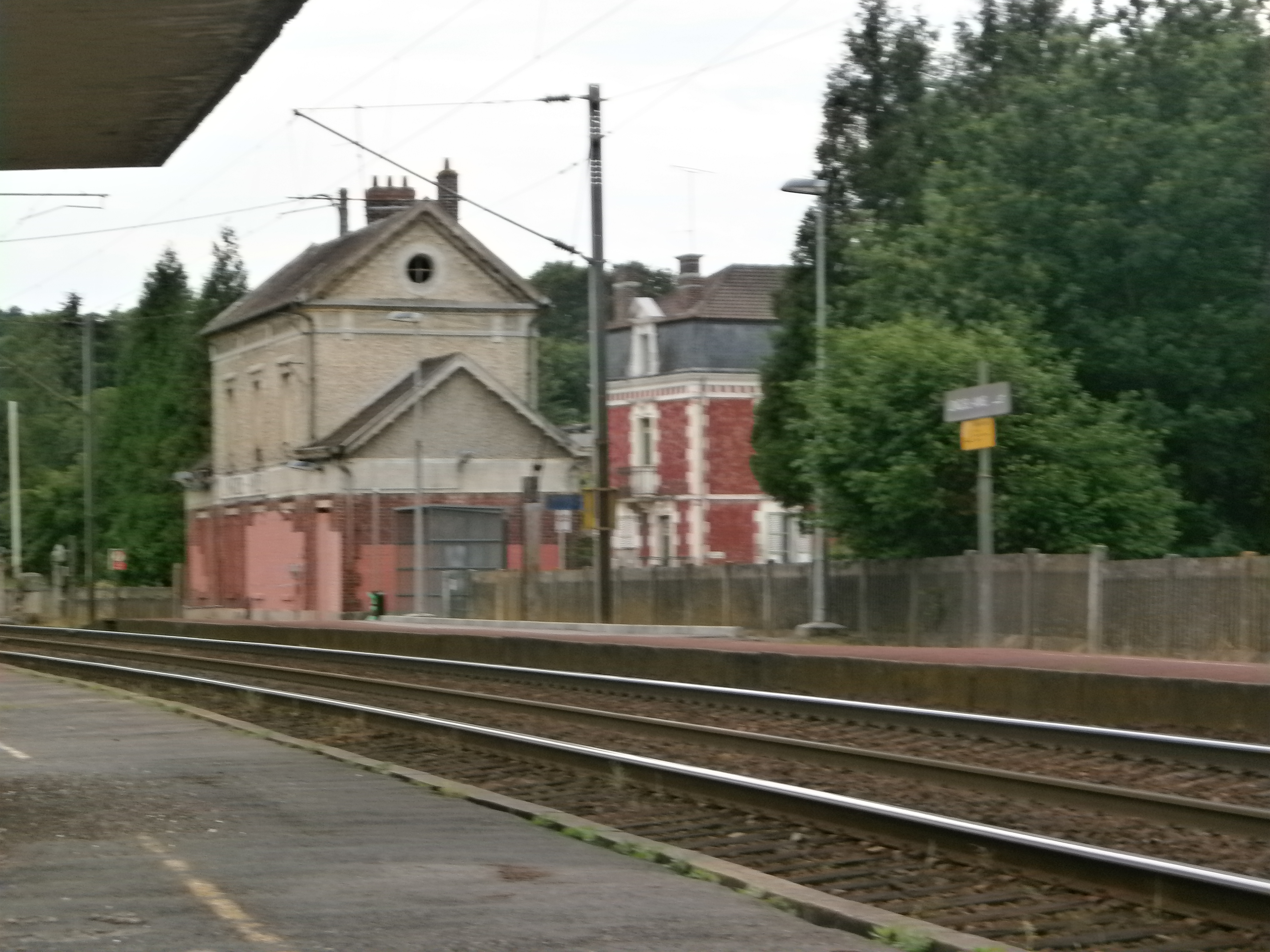
Wasserturm

- Kirche Saint-Martin
- Museum der Kanalschifffahrt
- Bahnhof